# Sebastian Dahm
Sebastian Dahm, född 28 februari 1987 i Köpenhamn, är en dansk professionell ishockeymålvakt som spelar för Graz 99ers i EBEL. Dahm har representerat Danmarks ishockeylandslag i fyra VM.

## Klubbar
- Malmö Redhawks 2003–2005
- Belleville Bulls 2005–2006
- Sarnia Sting 2006–2007
- Sudbury Wolves 2007–2008
- Niagara IceDogs 2008
- Syracuse Crunch 2008–2009
- Johnstown Chiefs 2009
- Alaska Aces 2008–2009
- Bloomington PrairieThunder 2008–2009 (lån)
- Rødovre Mighty Bulls 2010, 2011–2015
- Esbjerg Energy 2010–2011
- Graz 99ers 2015–